# Gyps
Gyps es un  género de aves accipitriformes de la familia Accipitridae que incluye varias  especies de buitres del Viejo Mundo, entre los que se incluye el buitre leonado.

## Especies
El género Gyps incluye ocho especies:
| Especie           | Nombre común                       | Descriptor      |
| ----------------- | ---------------------------------- | --------------- |
| Gyps fulvus       | buitre leonado                     | Hablizl, 1783   |
| Gyps bengalensis  | buitre dorsiblanco bengalí         | Gmelin, 1788    |
| Gyps rueppellii   | buitre moteado (buitre de Ruppell) | Brehm, 1852     |
| Gyps indicus      | buitre de pico largo               | Scopoli, 1786   |
| Gyps tenuirostris | buitre pico fino                   |                 |
| Gyps himalayensis | buitre del Himalaya                | Hume, 1869      |
| Gyps africanus    | buitre dorsiblanco africano        | Salvadori, 1865 |
| Gyps coprotheres  | buitre del Cabo                    | Forster, 1798   |